# Neujahrsblatt der Naturforschenden Gesellschaft Schaffhausen
Das Neujahrsblatt der Naturforschenden Gesellschaft Schaffhausen ist eine seit 1949 jährlich herausgegebene Schrift, die jeweils über ein naturkundliches Thema berichtet. Bevorzugt werden Arbeiten veröffentlicht, die Themen aus der Region Schaffhausen betreffen. Ein forschungswissenschaftlicher Anspruch wird nicht erhoben, die Beiträge genügen aber allgemeinwissenschaftlichen Anforderungen. Der Umfang übersteigt teilweise deutlich den von Dissertationen, wendet sich aber an ein bürgerliches, gebildetes Publikum. Herausgeber ist die Naturforschende Gesellschaft Schaffhausen. Der Verein wurde 1822 begründet die Vorgängerzeitschrift waren die Mitteilungen der Naturforschenden Gesellschaft Schaffhausen.
1973 bis 2012 wird der Verlag P. Meili genannt; davor verschiedene Verlage, auch Eigenverlag.
Die Vereinigung als Herausgeber hat nach eigenen Angaben rund 500 Mitglieder und sucht das Interesse an den Naturwissenschaften zu fördern. Sie hat ihren Sitz in Schaffhausen.

## Jahrgänge und Themen
Die folgende Liste führt alle erschienenen Schriften auf.
| Nummer | Jahrgang | Titel                                                                                    | Autor                                                              | Bemerkungen  |
| ------ | -------- | ---------------------------------------------------------------------------------------- | ------------------------------------------------------------------ | ------------ |
| 64     | 2012     | Luft                                                                                     |                                                                    |              |
| 63     | 2011     | Wasserinsekten – Leben in zwei Welten                                                    | Lubini-Ferlin, Verena                                              |              |
| 62     | 2010     | Boden                                                                                    |                                                                    |              |
| 61     | 2009     | Ratten, Gülle, Panschereien ...                                                          | Ott, Bernhard                                                      |              |
| 60     | 2008     | Schaffhauser Wasser                                                                      | Egli, Bernhard [Red.]                                              |              |
| 59     | 2007     | Die faszinierende Welt einheimischer Käfer                                               | Ettmüller, Walter                                                  |              |
| 58     | 2006     | Naturschutzgebiete im Schaffhauser Randen                                                | Egli, Bernhard                                                     |              |
| 57     | 2005     | Die Bedeutung der Heilpflanzen in der Geschichte der Medizin                             | Bigliardi, Paul; Egli, Bernhard [Red.]                             |              |
| 56     | 2004     | Historische Gärten im Kanton Schaffhausen                                                | Wiesli, Emil; Egli, Bernhard [Red.]                                |              |
| 55     | 2003     | Brutvögel im Kanton Schaffhausen                                                         | Nabulon, Thomas                                                    |              |
| 54     | 2002     | Pflanzen der Feuchtgebiete in der Region Schaffhausen                                    | Egli, Bernhard [Red.]                                              |              |
| 53     | 2001     | Phänologie                                                                               | Uehlinger, Andreas                                                 |              |
| 52     | 2000     | Der Wutach entlang                                                                       |                                                                    | 2. Auflage   |
| 51     | 1999     | Naturgemässe Waldwirtschaft                                                              |                                                                    |              |
| 50     | 1998     | 50 Jahre Landschaftswandel und Naturschutz in der Region Schaffhausen                    | Baumann, Max u. a. (Autor), Egli, Bernhard (Herausgeber)           |              |
| 49     | 1997     | Amphibien und Reptilien der Region Schaffhausen                                          | Weibel, Urs; Egli, Bernhard; Rüegg, Peter                          |              |
| 48     | 1996     | Fische und Fischerei im Kanton Schaffhausen                                              | Walter, Jakob                                                      |              |
| 47     | 1995     | Naturkundliche Abteilung im Museum zu Allerheiligen                                      | Huber, Markus; Hofmann, Franz; Schiendorfer, Andreas               |              |
| 46     | 1994     | Hirschholder, Tintebeeri und Schlebüchseholz                                             | Bolli, Richard                                                     |              |
| 45     | 1993     | Tagfalter im Schaffhauser Randen                                                         | Schiess-Bühler, Corina                                             |              |
| 44     | 1992     | Obstgärten der Region Schaffhausen                                                       | Egli, Bernhard                                                     |              |
| 43     | 1991     | Wildbienen im Schaffhauser Randen                                                        | Müller, Andreas                                                    |              |
| 42     | 1990     | Die Durach                                                                               |                                                                    |              |
| 41     | 1989     | Die Libellen der Kantone Zürich und Schaffhausen                                         | Meier, Claude                                                      |              |
| 40     | 1988     | Museum Stemmler                                                                          | Stemmler, Otto                                                     |              |
| 39     | 1987     | Der Rheinfall                                                                            | Schlatter, Rudolf                                                  | Kioskausgabe |
| 38     | 1986     | Bohnerzbergbau im Südranden                                                              | Birchmeier, Christian                                              |              |
| 37     | 1985     | Fledermäuse im Kanton Schaffhausen                                                       | Stutz, Hans Peter                                                  |              |
| 36     | 1984     | Der Randen. Werden und Wandel einer Berglandschaft                                       | Russenberger, Hans                                                 |              |
| 35     | 1983     | Libellen                                                                                 |                                                                    |              |
| 34     | 1982     | Das Eschheimertal und seine Weiher                                                       | Russenberger, Hans                                                 |              |
| 33     | 1981     | Von Mäusen, Spitzmäusen und Maulwürfen                                                   | Leutert, Alfred; Ettmüller, Walter                                 |              |
| 32     | 1980     | Sammlung des Geologen Ferdinand Schalch                                                  | Schlatter, Rudolf                                                  |              |
| 31     | 1979     | Der Randen. Landschaft und besondere Flora                                               | Walter, Hans                                                       | 2. Auflage   |
| 30     | 1978     | Reptilien der Schweiz                                                                    |                                                                    | 2. Auflage   |
| 29     | 1977     | Amphibien unserer Heimat                                                                 | Walter, Jakob                                                      |              |
| 28     | 1976     | Astronomie heute und morgen                                                              | Rohr, Hans                                                         |              |
| 27     | 1975     | Spinnen unserer Heimat                                                                   | Russenberger, Hans                                                 |              |
| 26     | 1974     | Mineralien im Kanton Schaffhausen                                                        | Franz Hofmann                                                      |              |
| 25     | 1973     | Orchideen des Randens                                                                    | Russenberger, Hans                                                 |              |
| 24     | 1972     | Schaffhauser Wasser in Gefahr?                                                           | Baumann, Max; Strauss, Hansruedi; Bächtold, Kurt; Schneider, Franz |              |
| 23     | 1971     | Vom Schaffhauser Rebbau                                                                  | Bächtold, Kurt                                                     |              |
| 22     | 1970     | Schaffhauser Heimat: Ramsen                                                              | Brütsch, Jakob                                                     |              |
| 21     | 1969     | Die Maschinenanlagen der abgewrackten Schaufelraddampfer der Schaffhauser Rheinflottille | Dubois, Francis (Ingenieur.); Ruh, Max                             |              |
| 20     | 1968     | Schaffhauser Heimat: Neunkirch                                                           |                                                                    |              |
| 19     | 1967     | Insekten                                                                                 |                                                                    |              |
| 18     | 1966     | Der Bauerngarten                                                                         |                                                                    |              |
| 17     | 1965     | Schaffhauser Heimat: Beringen                                                            | Rahm, Ewald                                                        |              |
| 16     | 1964     | Das Schaffhauser Bauernjahr, 2. Teil                                                     | Walter, Hans                                                       |              |
| 15     | 1963     | Schaffhauser Heimat: Rüdlingen                                                           | Keller, Alfred                                                     |              |
| 14     | 1962     | Einführung in die Erdgeschichte unserer Heimat                                           |                                                                    |              |
| 13     | 1961     | Von den naturwissenschaftlichen Werken der Eisen-Bibliothek                              | Witzig, Emil                                                       |              |
| 12     | 1960     | Der Rheinfall durch die Jahrhunderte in Wort und Bild                                    | Brunner-Hauser, Sylva                                              |              |
| 11     | 1959     | Das Schaffhauser Bauernjahr, 1. Teil                                                     | Walter, Hans                                                       |              |
| 10     | 1958     | Schaffhauser Heimat: Vom Reiat                                                           | Kummer, Georg                                                      |              |
| 9      | 1957     | Wir betrachten den Sternenhimmel                                                         | Egger, Fritz                                                       |              |
| 8      | 1956     | Schaffhauser Heimat: Aus dem Klettgau                                                    | Blum, Ruth; Uehlinger, Otto                                        |              |
| 7      | 1955     | Schaffhauser Volksbotanik: Die Kulturpflanzen, 2. Teil                                   | Kummer, Georg                                                      |              |
| 6      | 1954     | Schaffhauser Volksbotanik: Die Kulturpflanzen, 1. Teil                                   | Kummer, Georg                                                      |              |
| 5      | 1953     | Schaffhauser Volksbotanik: Die wildwachsenden Pflanzen                                   | Kummer, Georg                                                      |              |
| 4      | 1952     | Die Unternehmungen von Johann Conrad Fischer                                             | Boesch, Hans Heinrich                                              |              |
| 3      | 1951     | Über Quellen, Grundwasserläufe und Wasserversorgungen im Kanton Schaffhausen             | Hübscher, Jakob                                                    |              |
| 2      | 1950     | Schaffhauser Volkstierkunde: Tiere im Feld, Wald und Wasser                              | Kummer, Bernhard                                                   |              |
| 1      | 1949     | Schaffhauser Volkstierkunde: Haustiere                                                   | Kummer, Bernhard                                                   |              |

### Austausch
Die Naturforschende Gesellschaft steht mit verschiedenen Tauschpartnern in Kontakt und stellt diesen ihre eigenen Publikationen zur Verfügung. Im Gegenzug erhält sie diese der Tauschpartner und legt sie in der Stadtbibliothek Schaffhausen aus (Schriftentausch). Partner sind beispielsweise:
- Westfälisches Museum für Naturkunde
- Universitätsbibliothek Regensburg
- Geographisches Institut der Universität Bonn[4]
- Geographisches Institut der Universität Würzburg